# 21 juin 1931
Le dimanche 21 juin 1931 est le 172e jour de l'année 1931.

## Naissances
- Alexandre Boïartchouk (mort le 10 août 2015), physicien et astronome russe
- André Gouron (mort le 22 décembre 2009), historien du droit français
- Barbara Levick, historienne britannique
- Claude Godard (morte le 19 août 1981), actrice française
- Edward Klima (mort le 25 septembre 2008), linguiste américain
- Enzo Maiorca (mort le 13 novembre 2016), apnéiste italien
- Guntram Palm (mort le 11 février 2013), homme politique allemand
- Jean-Maurice Simard (mort le 16 juin 2001), personnalité politique canadienne
- Margaret Heckler (morte le 6 août 2018), personnalité politique américaine
- Pierre-Jean Labarrière (mort le 12 juillet 2018), jésuite et philosophe français
- Pierre-Willie Maltais (mort le 6 juin 1987), personnalité politique canadienne
- Salvino Azzopardi (mort le 6 août 2006), philosophe maltais

## Décès
- Charles Bigonet (né le 11 juillet 1877), sculpteur français
- Décio Villares (né le 1er décembre 1851), peintre, sculpteur et dessinateur brésilien
- Jules de Guerne (né le 20 août 1855), géographe français
- Léon Maury (né en 1863), pasteur et professeur de théologie protestante

## Événements
- Victoire de Louis Chiron et Achille Varzi au Grand Prix automobile de France